# Utopia (llibre)

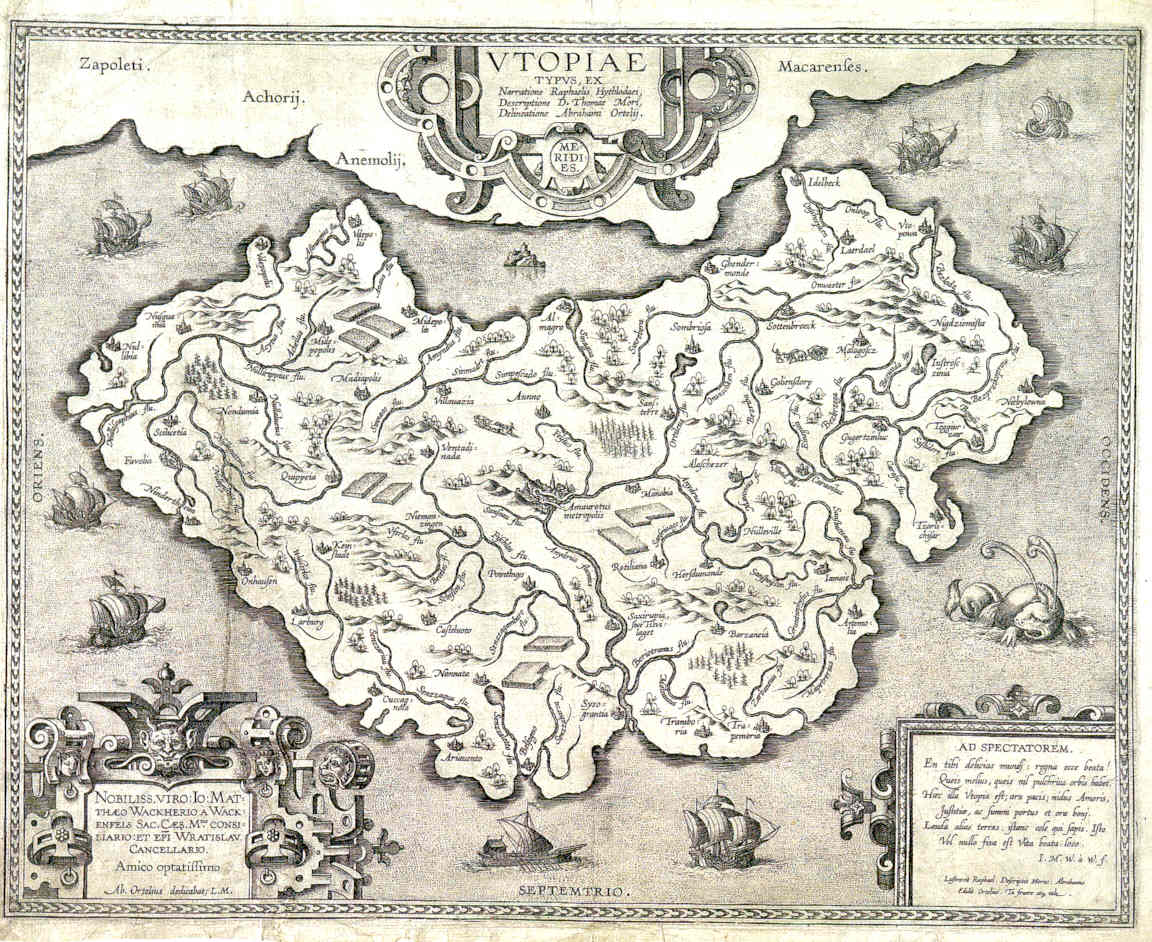
Mapa de l'illa imaginària d'Utopia, segons Abraham Ortelius

Utopia (títol original en llatí: De optimo reipublicae statu deque nova insula Vtopiae, 'De l'estat ideal d'una república a la nova illa d'Utopia') és un llibre del pensador i home d'estat anglès Thomas More (1478 - 1535) que va ser publicat l'any 1516. Es tracta d'una obra de filosofia política en què es descriu el funcionament d'una societat fictícia que viu en una illa anomenada per l'autor Utopia (οὐ-τόπος = 'Enlloc'), terme que inauguraria el gènere de la utopia. Hi ha traduccions en català fetes per Núria Gómez Llauger i per Joan Manuel del Pozo.

## Argument
El narrador es troba un viatger, Hythloday, que li explica que la societat més perfecta que ha conegut mai és la d'Utopia, una illa perduda. És un lloc sense propietat privada, organitzat a partir de famílies que treballen per al comú i tenen temps lliure amb poques lleis que el restringeixin. Cada ciutadà busca la felicitat individual i de la seva família extensa i intenta comportar-se seguint els principis religiosos que asseguren la virtut. Hi ha molt pocs càrrecs, tots electes, que administren les ciutats de l'illa, idèntiques entre elles. El narrador accepta algunes de les propostes com vàlides per a Europa, i aconsella el viatger esdevenir conseller d'algun príncep, però afirma que altres institucions d'Utopia no són traslladables perquè implicarien massa canvis en la naturalesa social.

## Anàlisi
El llibre barreja personatges històrics (com exploradors o el narrador que pren el nom de l'autor) amb d'altres ficticis per dotar de més versemblança al relat. La història s'emmarca dins l'era de l'exploració, on la literatura es feia ressò de les descobertes de noves terres i van proliferar els relats de viatges. Igualment, beu de la influència del gènere medieval de l'espills de prínceps, tractats per aconsellar els governants. En aquest cas, a partir d'un viatge a un territori inventat i utòpic, s'examinen algunes de les institucions polítiques del renaixement i s'ofereixen alternatives.
El fet que Utopia sigui una illa parteix del fet que per poder dur a terme el seu sistema cal que la societat estigui aïllada de les altres, per no rebre'n influència que desvirtuï la homogeneïtat social. La base del sistema és el bé comú, per al qual treballen tots els ciutadans a partir d'un sistema de divisió en famílies i treballs reglats. La igualtat entre tots els membres és l'ideal de justícia que amara tot aquest sistema, per això les ciutats són idèntiques i no es permeten tasques que accentuïn la diferència social. L'orgull o l'avarícia són vistos com els pitjors pecats perquè atempten contra aquesta igualtat.
Igual que altres autors utòpics com Tommaso Campanella o Denis Vairasse d'Alais, More també es va interessar per la qüestió lingüística a la imaginada i desitjada societat perfecta.